# Dicentria nondescripta
Dicentria nondescripta är en fjärilsart som beskrevs av William James Kaye 1922. Dicentria nondescripta ingår i släktet Dicentria och familjen tandspinnare. Inga underarter finns listade i Catalogue of Life.